# Враги (фильм, 2026)
«Враги» (англ. Enemies) — предстоящий американский криминальный фильм с Джереми Алленом Уайтом и Остином Батлером в главных ролях, сценаристом и режиссёром которого стал Генри Данэм.

## Сюжет
Неумолимый детектив и печально известный наёмный убийца сталкиваются в смертельной игре в кошки-мышки.

## В ролях
- Джереми Аллен Уайт
- Остин Батлер
- Анна Саваи
- Хидетоси Нисидзима

## Производство
О начале работы над фильмом стало известно в мае 2025 года. Режиссёром стал Генри Данэм, главные роли исполнят Джереми Аллен Уайт, Остин Батлер, Анна Саваи и Хидетоси Нисидзима. Права на прокат фильма приобрела компания A24.
Съёмки начнутся летом 2025 года в Чикаго.